# Consolea moniliformis
Consolea moniliformis är en kaktusväxtart som först beskrevs av Adrian Hardy Haworth och Ernst Gottlieb von Steudel, och fick sitt nu gällande namn av Alwin Berger. Consolea moniliformis ingår i släktet Consolea, och familjen kaktusväxter. Inga underarter finns listade i Catalogue of Life.

## Bildgalleri